# Sada shin nō
Le Sada shin nō (佐陀神能) est une forme rare de kagura consistant en une danse sacrée proche du nô du sanctuaire Sada. Une série de danses rituelles de purification sont exécutées chaque année les 24 et 25 septembre et se divisent en trois cycles : le shichiza shinji (七座神事), le shikisanban (式三番) et le shin nō (神能) proprement dit. Les prêtres du sanctuaire ne pouvant le danser, le Sada shin nō est effectué et transmis de génération en génération par les membres de la communauté. Il peut également être joué, sur demande, dans d’autres sanctuaires voisins.

## Shichiza shinji
Le shichiza shinji comprend sept danses différentes :
- Kenmai (剣舞?)
- Sangū (散供?)
- Goza (御蓙?)
- Kiyome (清目?)
- Kanjō (勧請?)
- Yaotome (八乙女?)
- Takusa (手草?)

Lors de ces sept premiers numéros, les interprètes ne portent pas de masque et exécutent les danses rituelles en maniant, selon le numéro, des sabres, des bâtons sacrés ou des cloches. Dans la danse rituelle principale, gozamai, les interprètes tiennent dans la main les nattes de jonc sur lesquelles siègent les déités tutélaires du sanctuaire afin pour les purifier. Le remplacement des tapis, gozakae (御座替え), servirait à faire renaître le pouvoir des dieux tutélaires et attirer leurs bienfaits sur la communauté.

## Shikisanban
Le shikisanban comprend trois danses :
- Senzai (千歳?)
- Okina (翁?)
- Sanbasō (三番叟?)

Ce sont des danses rituelles traditionnelles du nô où les interprètes portent un masque de vieil homme.

## Shin nō
Le shin nō proprement dit comprend un répertoire de neuf danses.
Signifiant littéralement le « nô des dieux », le shin nō fut à l'origine créé par le prêtre du sanctuaire, Miyagawa Hideyuki, après qu'il eut étudié le nô à Kyôto en 1608. Exécutées avec le masque et les habits d’une divinité, ces danses représentent des mythes et légendes japonaises célèbres :
- Ōyashiro (大社?),
- Makirime (真切目?),
- Ebisu (恵比須?), montrant le dieu de la mer lors d'une auguste pêche.
- Yamatotakeru (日本武?),
- Yawata (八幡?),
- Iwato (磐戸?), lorsque la déesse du Soleil, Amaterasu, alla se cacher dans une grotte et priva le ciel de sa lumière.
- Sankan (三韓?),
- Yaegaki (八重垣?), retraçant le combat entre Susanoo et le dragon Orochi.
- Takemikazuchi (武みか鎚?), attirant à lui les montagnes pour agrandir le pays d'Izumo (mythe Kuni-yuzuri).

Le répertoire, la chorégraphie et la musique sont fixés par la tradition. Des musiciens assis autour de la scène accompagnent les danses de leurs instruments. On trouve trois types de percussions : petits tambours kotsuzumi (小鼓)　appuyé contre l'épaule, tambours waki-daiko (脇太鼓)　que l'on frappe à l'horizontal, et gros tambours ō-daiko (大太鼓) frappés de côté. Plusieurs joueurs de flûtes ryū-bue (龍笛, « flûte du dragon ») sont également présents au nombre de trois à cinq sur les bords de la scène dont le centre est occupé par les danseurs.

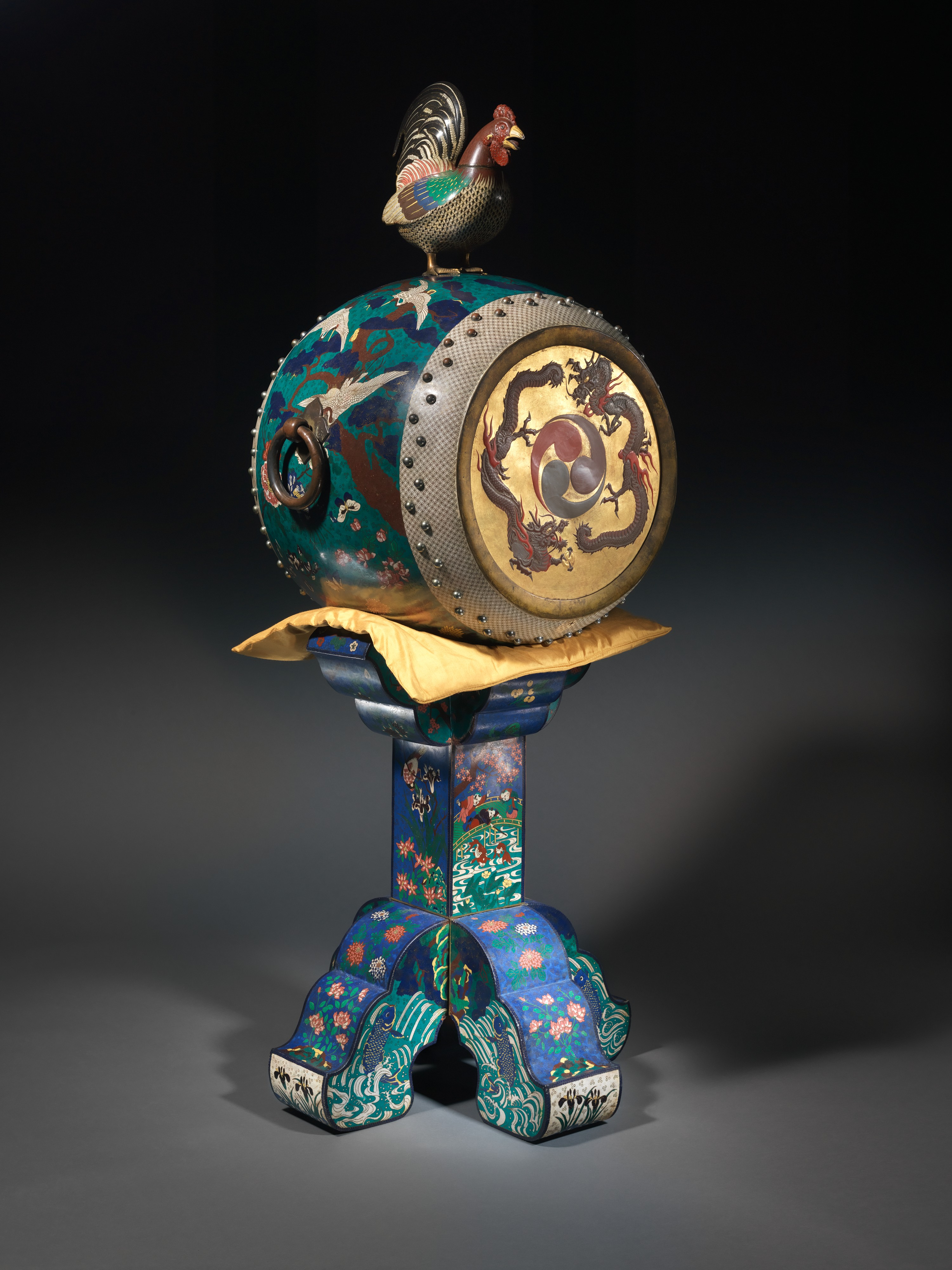
Tambour sur pied o-daiko (1873).
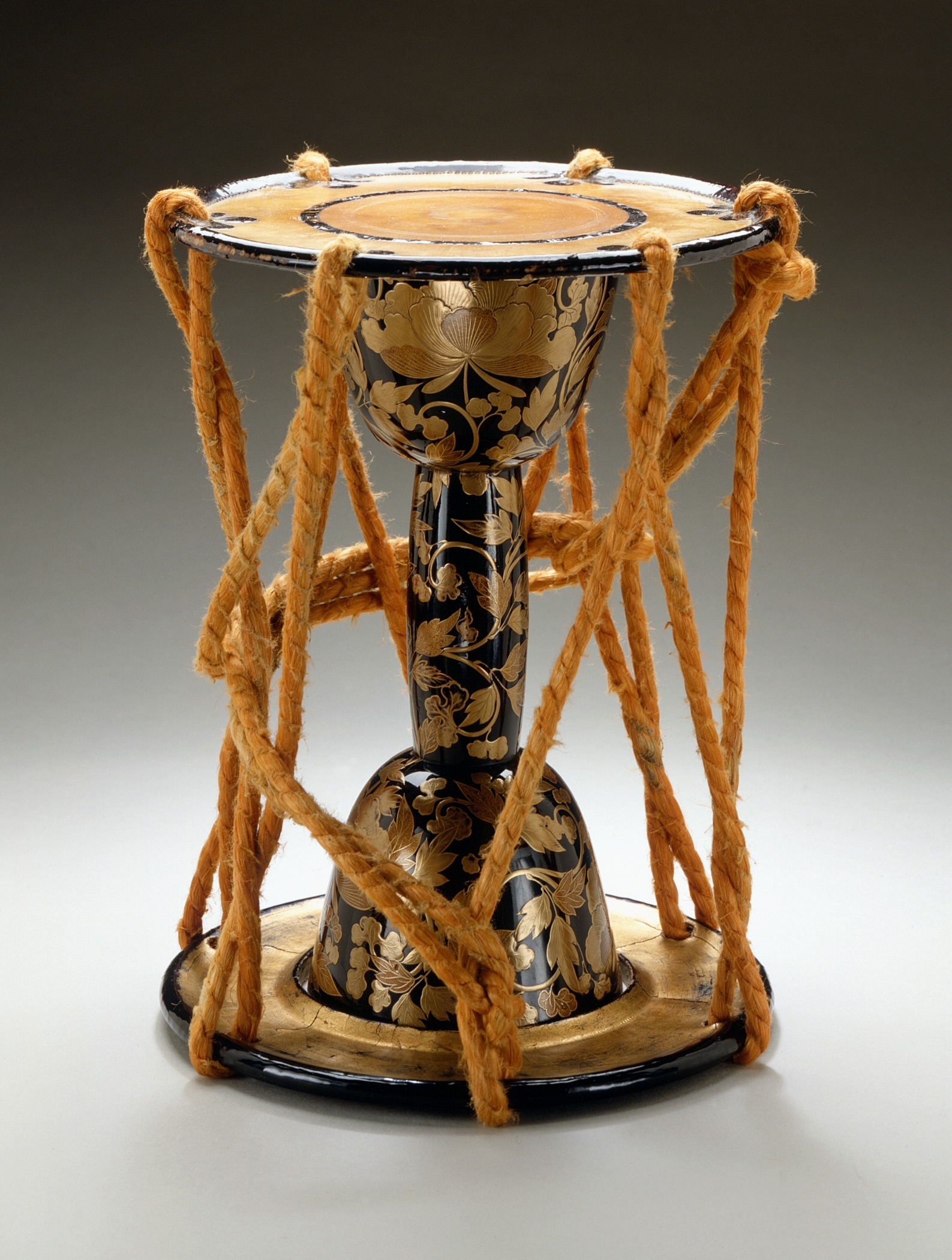
Tambour kotsuzume (XVIIe siècle).
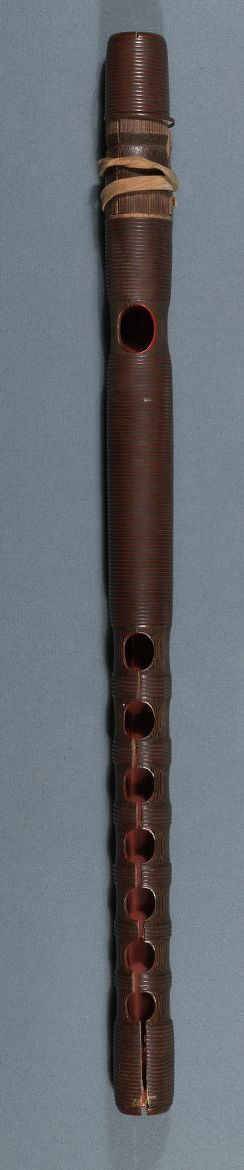
Flûte du dragon.

Les danseurs, faisant revivre les mythes japonais, portent, selon les types de danses, des épées, des éventails chūkei (中啓), des bâtons en bois sacrés ou des clochettes ; ils portent également des masques imitant des visages d’hommes âgés ou de dieux. Les danses sont effectuées dans le kagura-den (神楽殿), pavillon dédié aux danses Kagura du sanctuaire.

## Reconnaissance
Désigné en 1976 comme « bien culturel traditionnel immatériel important » par le gouvernement, le Sada shin nō est reconnu comme un élément important du patrimoine culturel japonais témoignant de l’évolution du mode de vie japonais.  
« Le Sada Shin Noh, danse sacrée au sanctuaire de Sada, Shimane »  est inscrit sur la liste du patrimoine culturel immatériel de l'humanité de l’UNESCO depuis 2011. Elle inspira les danses kagura d’Izumo (出雲流神楽, Izumo-ryû kagura) dansées dans la région.